# Міллс-Кліко (Массачусетс)
Міллс-Кліко (англ. Millis-Clicquot) — переписна місцевість (CDP) в США, в окрузі Норфолк штату Массачусетс. Населення — 4499 осіб (2020).

## Географія
Міллс-Кліко розташований за координатами 42°10′1″ пн. ш. 71°20′57″ зх. д. / 42.16694° пн. ш. 71.34917° зх. д. (42.166821, -71.349230).  За даними Бюро перепису населення США в 2010 році переписна місцевість мала площу 8,21 км², з яких 8,11 км² — суходіл та 0,10 км² — водойми.

## Демографія
Згідно з переписом 2010 року, у переписній місцевості мешкали 4403 особи в 1769 домогосподарствах у складі 1150 родин. Густота населення становила 536 осіб/км².  Було 1840 помешкань (224/км²).
Расовий склад населення:
| - 92,9 % — білих - 3,7 % — азіатів - 1,0 % — чорних або афроамериканців - 0,4 % — корінних американців |

До двох чи більше рас належало 1,4 %. Частка іспаномовних становила 1,7 % від усіх жителів.
За віковим діапазоном населення розподілялося таким чином: 24,9 % — особи молодші 18 років, 63,2 % — особи у віці 18—64 років, 11,9 % — особи у віці 65 років та старші. Медіана віку мешканця становила 40,8 року. На 100 осіб жіночої статі у переписній місцевості припадало 92,9 чоловіків;  на 100 жінок у віці від 18 років та старших — 90,4 чоловіків також старших 18 років.
Середній дохід на одне домашнє господарство  становив 94 407 доларів США (медіана — 74 715), а середній дохід на одну сім'ю — 122 410 доларів (медіана — 116 161). За межею бідності перебувало 9,4 % осіб, у тому числі 7,8 % дітей у віці до 18 років та 2,5 % осіб у віці 65 років та старших.
Цивільне працевлаштоване населення становило 2152 особи. Основні галузі зайнятості: роздрібна торгівля — 19,3 %, освіта, охорона здоров'я та соціальна допомога — 18,7 %, науковці, спеціалісти, менеджери — 13,9 %, виробництво — 11,4 %.